# Energía en el Reino Unido

La combinación energética del Reino Unido a lo largo del tiempo

El uso de Energía en el Reino Unido se situó en 1.651   (142,0   millones   de Tonelada equivalente de petróleo) en TWh 2019. En 2014, el Reino Unido tuvo un consumo de energía Per cápita de 34,82  MWh (  3,00 toneladas equivalentes de petróleo) en comparación con una media mundial de 2010 de 21,54 MWh (1,85  toneladas equivalentes de petróleo). La demanda de electricidad en 2014 fue de 34,42   Vatio de media. (301,7   TWh a lo largo del año) procedentes de una generación total de electricidad de 335,0  TWh.

Desarrollo de emisiones de dióxido de carbono

Los sucesivos gobiernos del Reino Unido han esbozado numerosos compromisos para reducir las emisiones de dióxido de carbono. Uno de ellos fue el Plan de Transición a la Baja Emisión de Carbono, lanzado por el ministerio de Brown en julio de 2009, cuyo objetivo era generar un 30% de electricidad a partir de fuentes renovables, y un 40% a partir de combustibles de bajo contenido en carbono bajos para el 2020. Cabe destacar que el Reino Unido es uno de los mejores lugares de Europa para la energía eólica, y la producción de este tipo de energía es la que más crece.  La energía eólica aportó casi el 21% de la generación de electricidad del Reino Unido en 2019.  En 2019, el suministro de la red del sector eléctrico del Reino Unido procedió en un 43% de energía de origen fósil (casi toda de gas natural), en un 48,5% de energía de carbono cero (incluyendo un 16,8% de energía nuclear y un 26,5% de energía eólica, solar e hidroeléctrica) y en un 8% de importaciones.
Los compromisos de los gobiernos para reducir las emisiones se producen en un contexto de crisis económica en toda Europa.  Durante la crisis financiera Europea,el consumo de electricidad en Europa se redujo un 5%, y la producción primaria también sufrió un notable descenso. El déficit comercial de Gran Bretaña se redujo en un 8% debido a los importantes recortes en las importaciones de energía. Entre 2007 y 2015, la demanda eléctrica máxima del Reino Unido cayó de 61,5   GW a 52,7  GW.
La Política de energía de gobierno de Reino Unido  pretende desempeñar un papel fundamental en la limitación de las emisiones gases de invernadero, al tiempo que satisface la demanda de energía.  La disponibilidad cambiante de los recursos y el desarrollo de las tecnologías también modifican la mezcla de energía del país mediante cambios en los costes y el consumo. En 2018, el Reino Unido ocupó el sexto lugar del mundo en el Índice de Rendimiento Medioambiental, que mide la eficacia de la política medioambiental de un país.

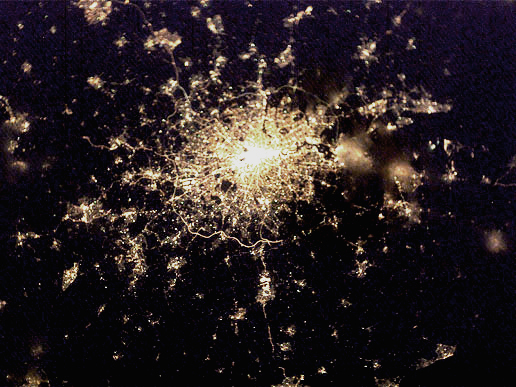
Una vista nocturna del sureste del Reino Unido, centrado en elGran Londres, visto desde la Estación Espacial Internacional.

## Visión general
| | Población millones | Energía Prim. TWh | Producción TWh | Importación TWh | Electricidad TWh | Emisión CO2- Mt |
| --- | ------------------ | ----------------- | -------------- | --------------- | ---------------- | --------------- |
| 2004 | 59.8               | 2,718             | 2,619          | 135             | 371              | 537             |
| 2007 | 60.8               | 2,458             | 2,050          | 522             | 373              | 523             |
| 2008 | 61.4               | 2,424             | 1,939          | 672             | 372              | 511             |
| 2009 | 61.8               | 2,288             | 1,848          | 641             | 352              | 466             |
| 2010 | 62.2               | 2,355             | 1,730          | 705             | 357              | 484             |
| 2012 | 62.7               | 2,187             | 1,507          | 843             | 346              | 443             |
| 2012R | 63.7               | 2,236             | 1,366          | 1,011           | 347              | 457             |
| 2013 | 64.1               | 2,221             | 1,280          | 1,099           | 347              | 449             |
| 2014 | 64.6               | ?                 | ?              | ?               | 304              | 442             |
| 2015 | 65.1               | ?                 | ?              | ?               | 304              | 404             |
| 2016 | 65.7               | ?                 | 1,465          | ?               | 304              | 381             |
| Change 2004–2016 | 10%                | ?                 | -44%           | ?               | -18%             | -29%            |
| Mtoe = 11.63 TWh>, Energía Prim. incluye pérdidas de energía que son 2/3 para la energía nuclear2012R = Criterios de cálculo del CO2 modificados, números actualizados |                    |                   |                |                 |                  |                 |

Hasta 2004, el Reino Unido era un exportador neto de energía; sin embargo, en 2010, más del 25% de la energía británica era importada.

## Fuentes de energía

Consumo de combustibles fósiles en el Reino Unido. Desde la década de 1990, el uso del carbón disminuyó mientras que el del gas natural aumentó.

### Nuclear

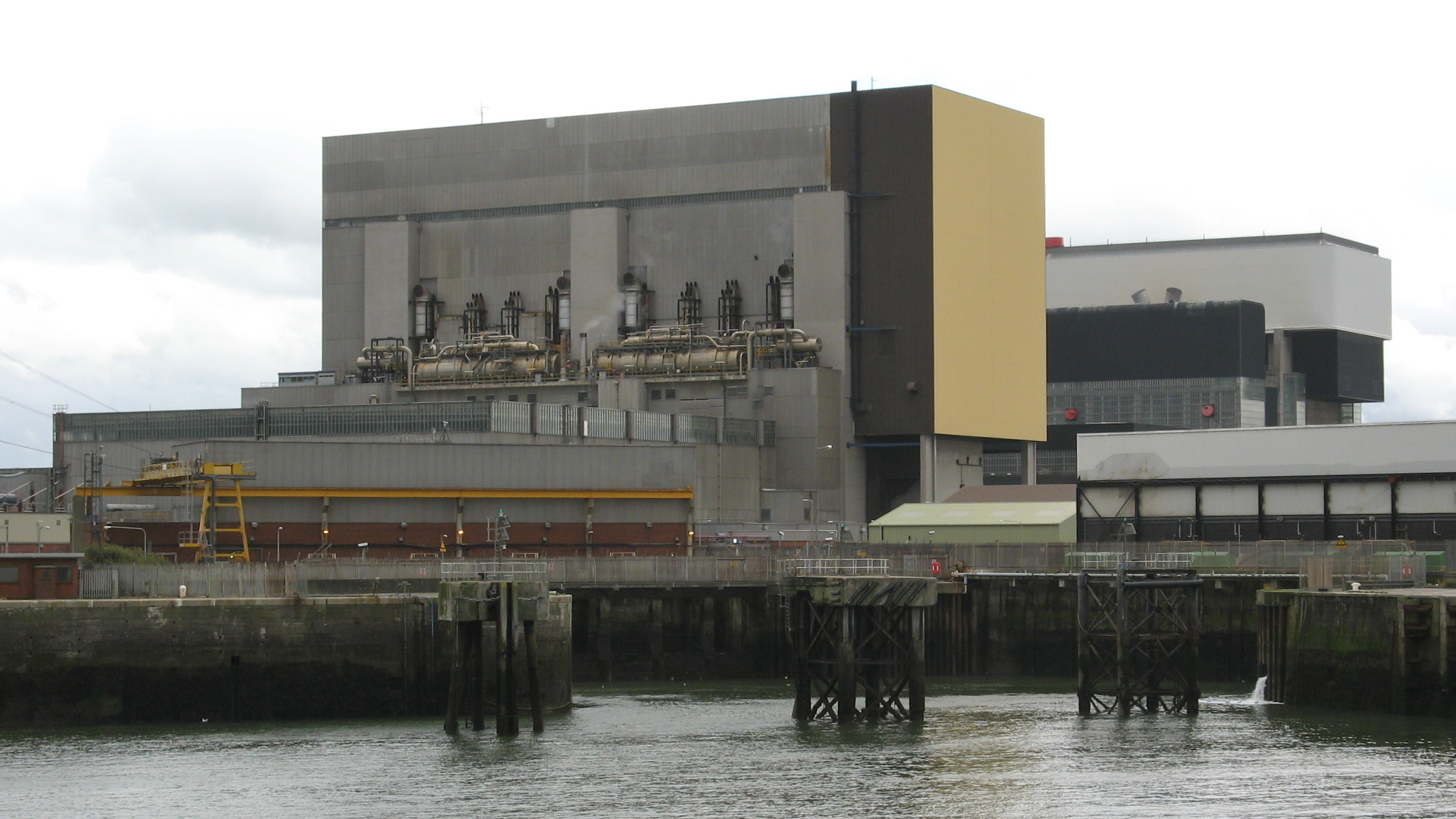
Centrales nucleares de Heysham

#### Energía eólica

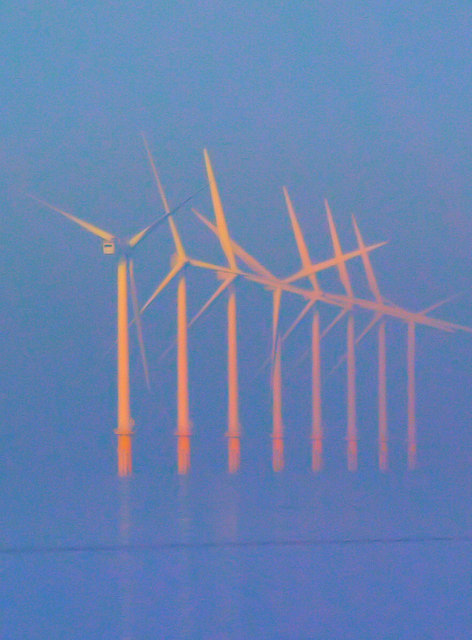
Parque eólico marino de Burbo Bank

#### Solar

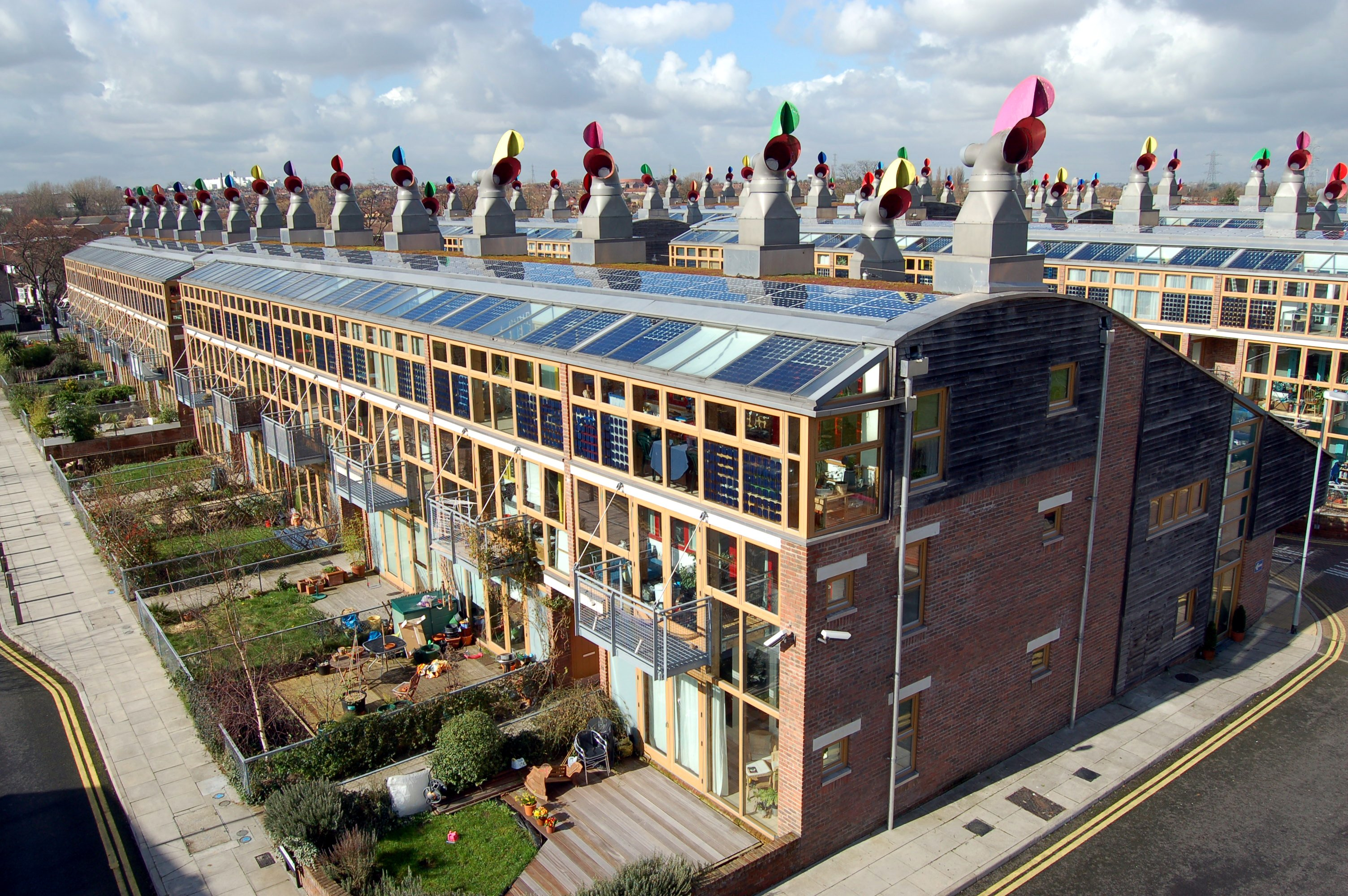
Paneles solares en la urbanización BedZED en el Distrito londinense de Sutton

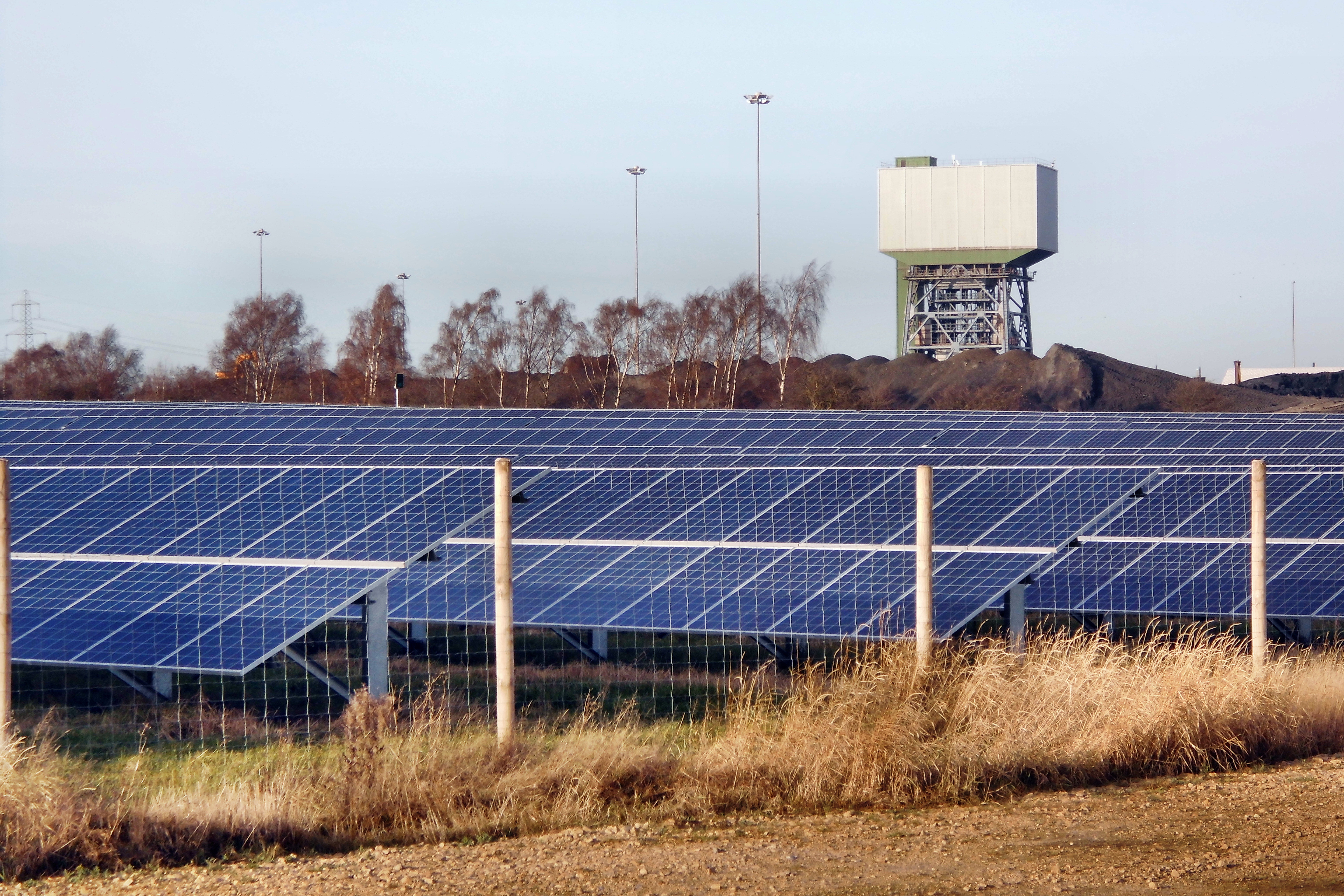
Huerto solar y mina de carbón en North Yorkshire en 2017

#### Hidroeléctrico

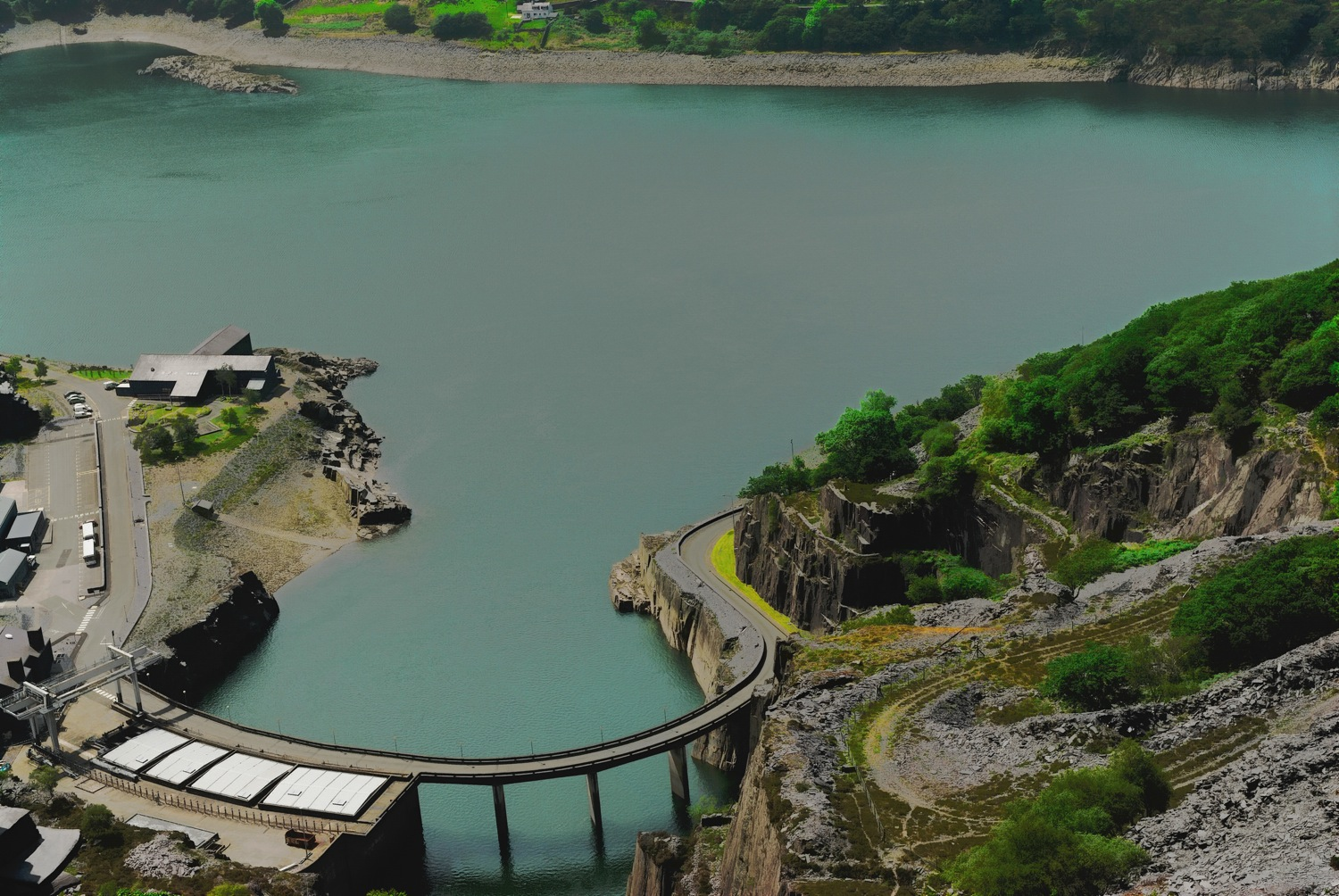
El depósito inferior de la central eléctrica de Dinorwig, un esquema hidroeléctrico de almacenamiento por bombeo de 1800 MW, en el norte de Gales, y la central hidroeléctrica más grande del Reino Unido.

## Sector de electricidad

La electricidad suministrada (neto) 1948 a 2008

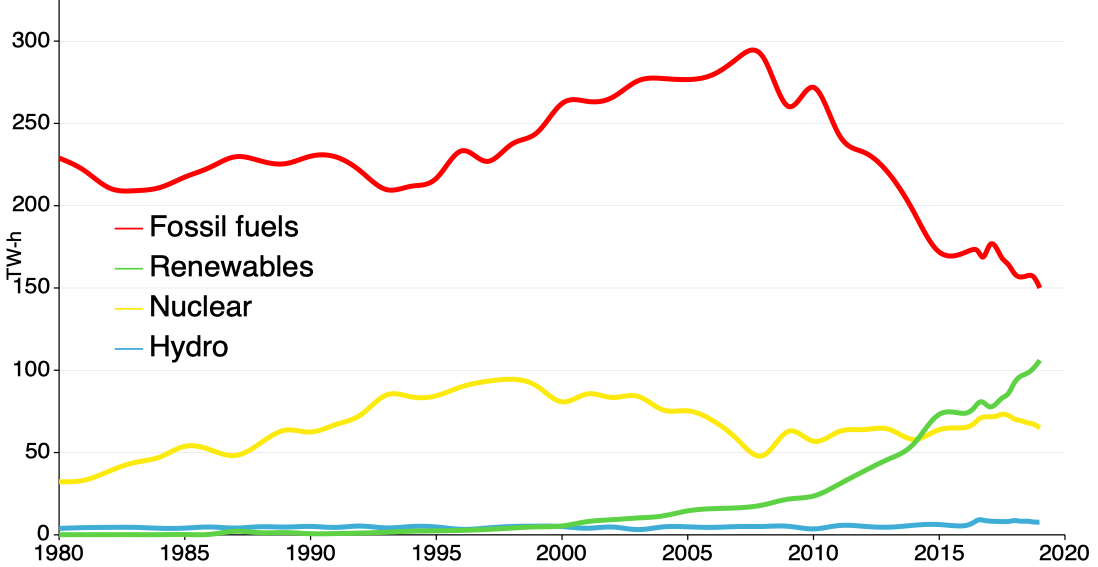
Producción de electricidad del Reino Unido por fuente 1980-2018

### Historia

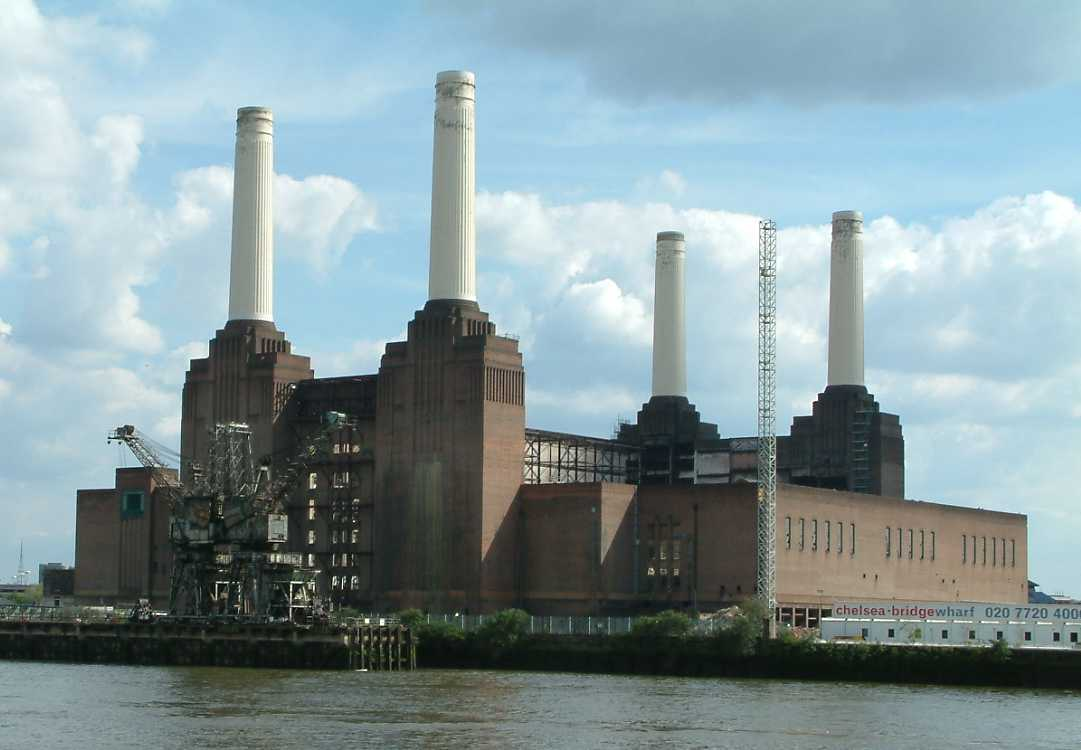
La antigua central eléctrica de Battersea

### Generación de electricidad

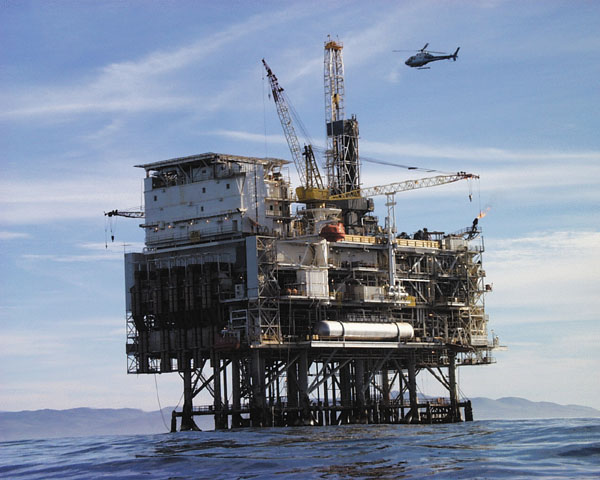
Una plataforma típica de petróleo/gas en alta mar

## Cogeneración

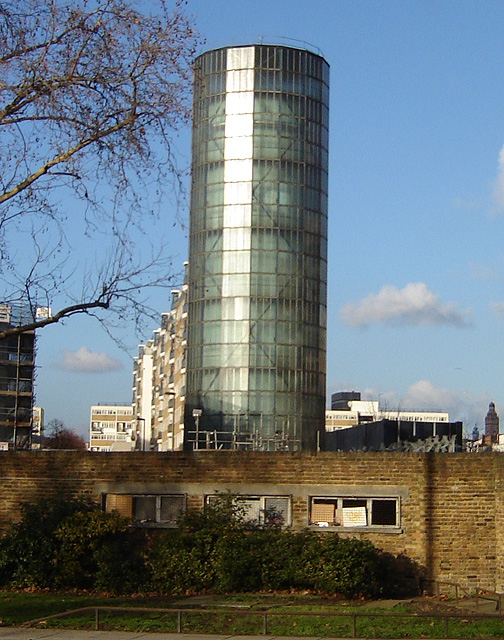
Torre de acumulación de calefacción urbana, Pimlico